# St. Martin (Illkofen)

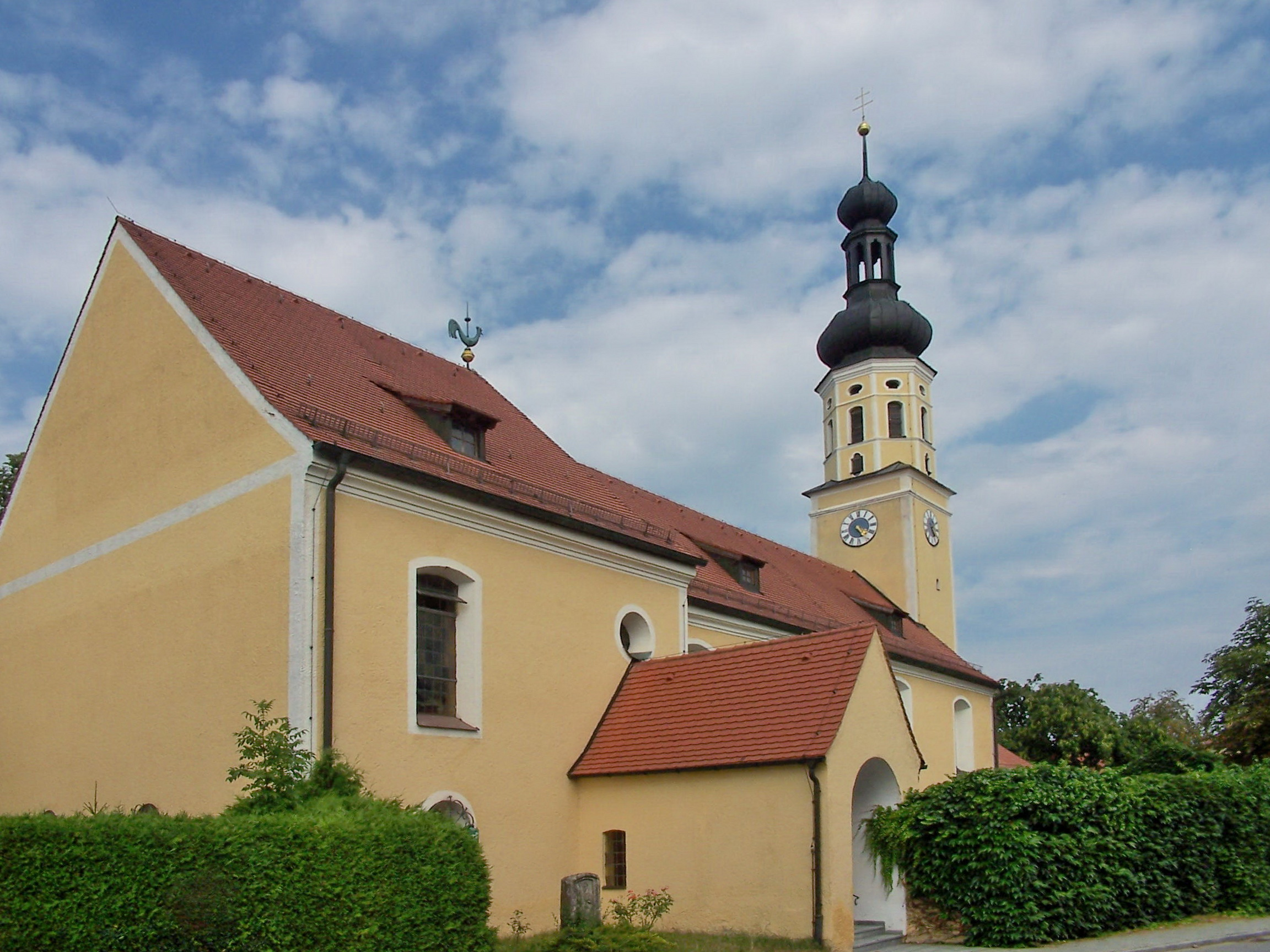
St. Martin in Illkofen

Die römisch-katholische, denkmalgeschützte Pfarrkirche St. Martin steht in Illkofen, einem Gemeindeteil der Gemeinde Barbing im Landkreis Regensburg der Oberpfalz. Sie ist dem Bistum Regensburg zugeordnet. Das Bauwerk ist unter der Denkmalnummer D-3-75-117-9 als Baudenkmal in die Bayerische Denkmalliste eingetragen.

## Beschreibung

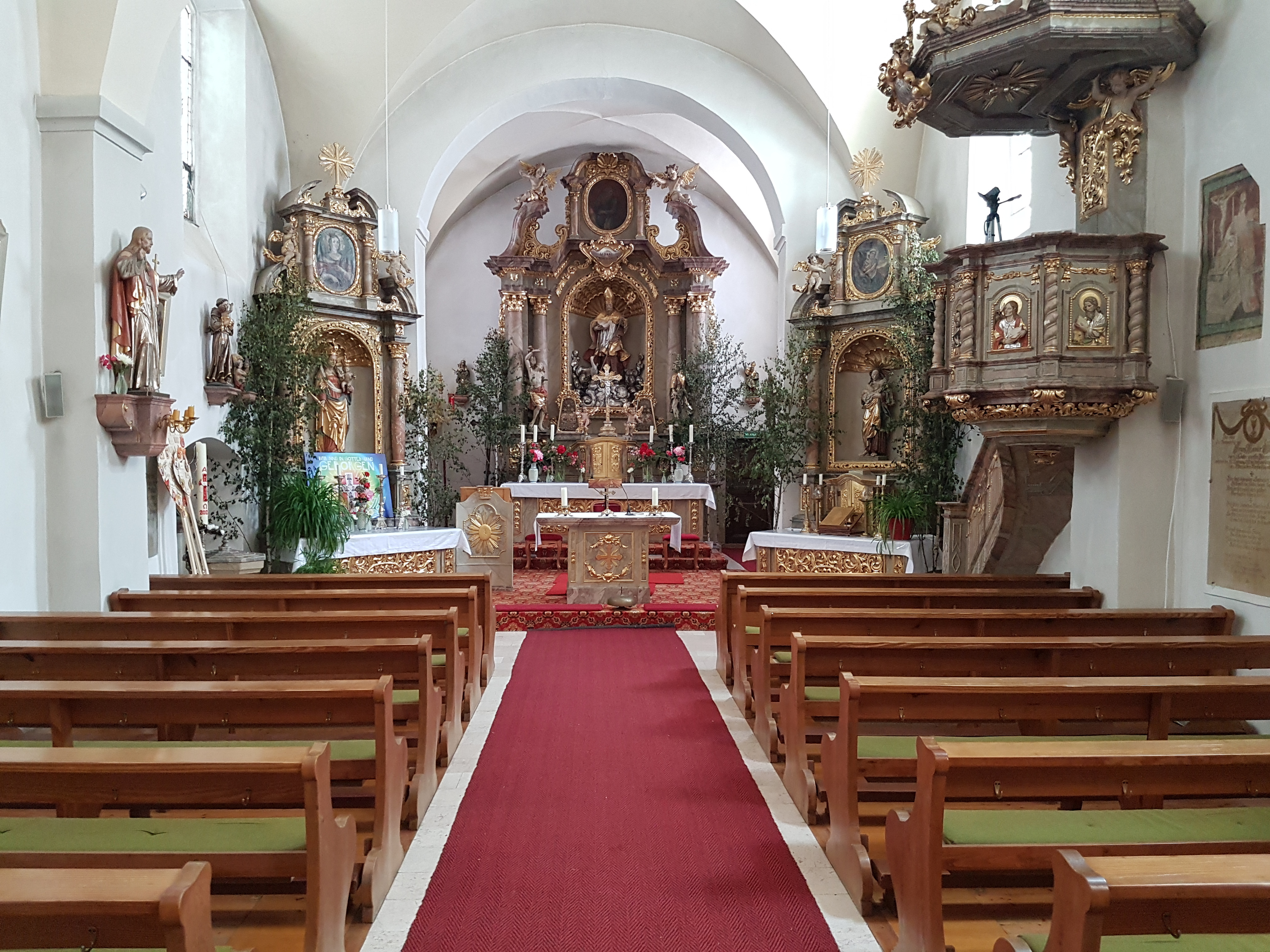
Innenansicht

Das Langhaus der Saalkirche wurde im späten Mittelalter erbaut. Der gleichbreite Chor im Osten und im Kern auch der Kirchturm auf quadratischem Grundriss stammen vom romanischen Vorgängerbau. Die durch Pilaster getrennten drei Joche des Langhauses wurden zwischen 1700 und 1750 mit einem Kreuzgratgewölbe überspannt. Zur gleichen Zeit wurde im Osten des Chors eine Sakristei eingerichtet. Im 17. Jahrhundert wurde der Kirchturm mit einem achteckigen Geschoss aufgestockt, das den Glockenstuhl beherbergt, und mit einer Welschen Haube bedeckt. 1933 wurde das Langhaus nach Westen durch einen Anbau erweitert, in dem eine Empore für die Orgel eingebaut wurde. Auf der Empore ist auch das Altarretabel des Hochaltars mit der Darstellung des heiligen Martin untergebracht. Das Vestibül mit dem Portal befindet sich an der Südwand des Anbaus.

## Orgel

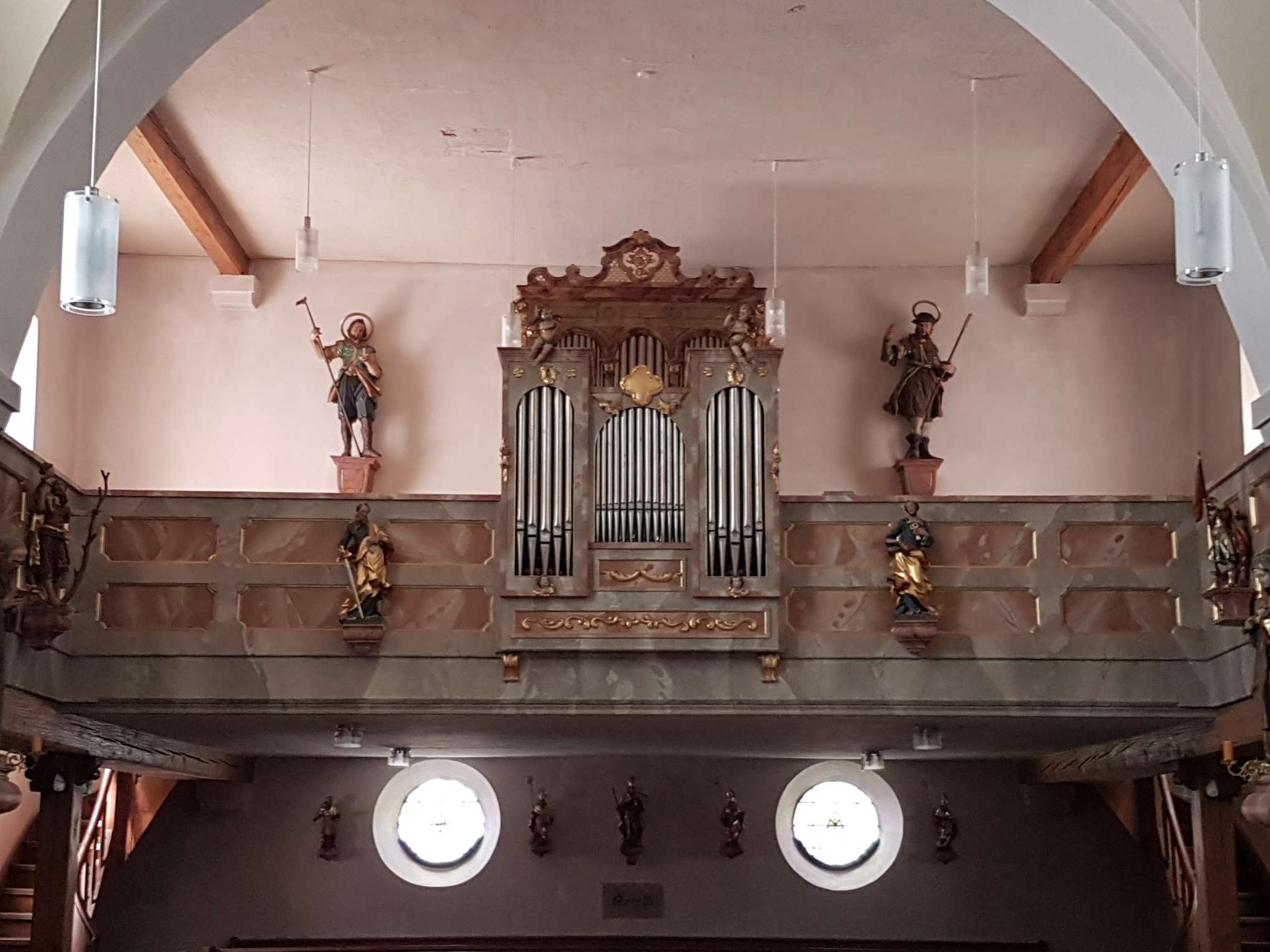
Orgel

Die heutige Orgel wurde 1980 von Guido Nenninger in das leicht veränderte Gehäuse der Vorgängerorgel eingebaut. Zusätzlich wurde an die Emporenbrüstung ein Rückpositiv errichtet. Das rein mechanische Schleifladeninstrument verfügt über 13 Register, verteilt auf zwei Manuale und Pedal. Es hat folgende Disposition:
| I Rückpositiv C–g3 |              |       |
| 1.                 | Bourdon      | 8′    |
| 2.                 | Copula minor | 4′    |
| 3.                 | Prinzipal    | 2     |
| 4.                 | Quinte       | 1 ⁄3′ |
| 5.                 | Oktave       | 1′    |

| II Hauptwerk C–g3 |            |    |
| 06.               | Copel      | 8′ |
| 07.               | Salicional | 8′ |
| 08.               | Prinzipal  | 4′ |
| 09.               | Flöte      | 4′ |
| 10.               | Mixtur III | 2′ |

| Pedal C–f1 |           |     |
| 11.        | Subbaß    | 16′ |
| 12.        | Violonbaß | 08′ |
| 13.        | Posaune   | 08′ |

- Koppeln: I/II, I/P, II/P